# 長體嶺鰍
長體嶺鰍（學名：Oreonectes elongatus），為輻鰭魚綱鯉形目條鰍科嶺鰍屬的其中一種。分布於亞洲中國廣西壯族自治區淡水流域，體長可達7.8公分，棲息在底層水域，生活習性不明。

## 扩展阅读
維基物種上的相關：長體嶺鰍